# Boophis anjanaharibeensis
Boophis anjanaharibeensis är en groddjursart som beskrevs av Franco Andreone 1996. Boophis anjanaharibeensis ingår i släktet Boophis och familjen Mantellidae. IUCN kategoriserar arten globalt som otillräckligt studerad. Inga underarter finns listade.